# Медаль «За заслуги по охране границ»
Медаль «За заслуги по охране границ» - государственная награда Народной Республики Болгарии. 

## Статут
Учреждена 26 мая 1976 года. 
Ею награждались болгарские и иностранные граждане за содействие пограничным войскам в задержании и обезвреживании нарушителей границы, а также военнослужащие Пограничных войск за проявленные смелость и героизм, за долголетнюю службу.
Медаль чеканилась на Государственном монетном дворе по проекту С. Ненова.